# Кризис (фильм, 1946)
«Кризис» (швед. Kris) — дебютный фильм Ингмара Бергмана по пьесе датского драматурга Лека Фишера «Мать-животное».

## Сюжет
Прожив всю жизнь с приёмной матерью, Нелли (Инга Ландгре — «У истоков жизни», «Седьмая печать») всё же встречает свою настоящую мать (Марианна Лофгрен) и вместе с ней отправляется в Стокгольм, чтобы там познакомиться с маминым приятелем (Стиг Олин — «Безумие») и оказаться внутри необычного любовного треугольника…

## В ролях
- Инга Ландгре — Нелли[1]
- Стиг Улин — Як
- Марианна Лёфгрен — Енни
- Дагни Линд — Ингеборг
- Аллан Булин — Ульф
- Эрнст Эклюнд — дядя Эдвард
- Сигне Вирфф — тетя Есси

### Не указаны в титрах
- Виктор Андерссон — трубач[2]
- Анна-Лиса Боде — посетительница салона красоты
- Гюс Дальстрем — игрок на тубе
- Арне Линдблад — бургомистр
- Ион Мелин — флейтист
- Юлиа Сесар — бургомистерша
- Дагмар Ульссон — певица на балу
- Карл Эрик Фленс — кавалер Нелли на балу
- Хольгер Хеглюнд — кларнетист
- Свеа Хольст — Малин
- Стюре Эриксон — игрок на валторне
- Ульф Юхансон — пианист

## История создания
После успеха картины «Травля», в создании которой Бергман поучаствовал в качестве сценариста и помощника режиссёра, руководитель кинокомпании «Свенск Фильминдастри» Карл Андерс Дюмлинг, предоставил Бергману возможность снять фильм уже в качестве режиссёра. За основу была взята пьеса датского драматурга Лека Фишера, Бергман должен был написать по ней приличный сценарий, что ему, пусть не сразу, удалось, и летом 1945 года он приступил к съёмкам. Будущий фильм решили назвать «Кризис».
С началом съёмок Бергман со всей ясностью осознал, что ему катастрофически не хватает опыта и в этом он был не одинок. Оператор Юста Рууслинг, превосходный кинодокументалист, в художественном кино был новичком. Исполнительница главной роли Дагни Линд была театральной актрисой, а в кино почти не снималась. Руководство студии даже хотело закрыть картину, но в дело вмешался Дюмлинг, а Виктор Шёстрём помог молодому режиссёру ценными советами.
Но на этом беды съёмочной группы не закончились. Натурные съёмки в Хедемуре из-за дождя оказались проваленными. Бергман оказался втянутым в интриги руководства студии по смещению Дюмлинга, для съёмок эпизода самоубийства Яка студия построила улицу, тем самым существенно увеличив бюджет картины, провал картины в прокате должен был ударить по покровителю Бергмана Дюмлингу. В довершение всего на съёмках этого же эпизода пострадал техник, упав с помоста с камерой.
Перессорившийся со всей съёмочной группой Бергман все же имел и союзников, которые помогали ему освоиться в новой профессии. Помимо вышеупомянутых Дюмлинга и Шестрема, таким союзником был монтажёр Оскар Русандер, который не только объективно оценил отснятый материал, но и преподал Бергману уроки монтажа.
Премьера состоялась 25 февраля 1946 года в кинотеатре «Спегельн». Фильм «провалился с громким треском».